# 阿唐库尔
阿唐库尔（法語：Hattencourt，法語發音：[atɑ̃kuʁ]）是法国上法蘭西大區索姆省的一个市镇，属于蒙迪迪耶区。

## 地理
阿唐库尔（49°46'9"N, 2°47'17"E）面积3.61 平方千米，位于法国上法蘭西大區索姆省，该省份为法国北部沿海省份，北起加来海峡省和北部省，西接滨海塞纳省和大西洋英吉利海峡，南至瓦兹省，东临埃纳省。
与阿唐库尔接壤的市镇（或旧市镇、城区）包括：希利、丰什-丰谢特、弗朗萨尔、弗雷努瓦莱鲁瓦、阿吕、利扬库尔福斯。

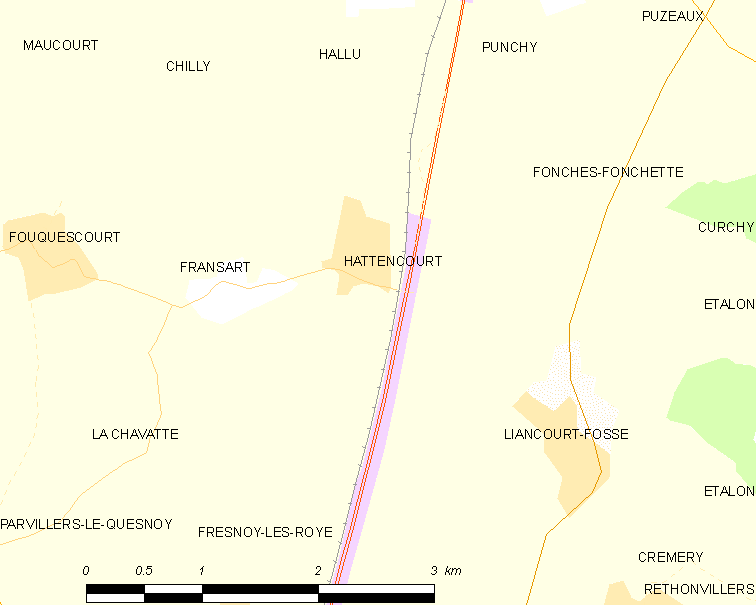
阿唐库尔的OSM定位图

阿唐库尔的时区为UTC+01:00、UTC+02:00（夏令时）。

## 行政
阿唐库尔的邮政编码为80700，INSEE市镇编码为80421。

## 政治
阿唐库尔所属的省级选区为鲁瓦县。

## 人口

1962-2008年间阿唐库尔人口变化图示

阿唐库尔于2022年1月1日时的人口数量为300人。